# Байдаков, Филипп Иванович
Филипп Иванович Байдако́в (1864—1935) — сельский старшина, депутат Государственной думы II созыва от Тобольской губернии.

## Биография
Крестьянин из деревни Щучье Созоновской волости Тюменского уезда Тобольской губернии. Окончил курс приходского училища в селе Велижановском. C 13 лет поступил на службу в городе Тюмени в лавку А. С. Аласина, при которой жил и работал 31/2 года. Впоследствии в течение 7 лет (1885—1892) был доверенным в магазине Репина. В 1892—1900 годах был сельским писарем, в 1900—1901 годах служил сельским старостой, в 1900—1907 являлся сельским старшиной. По его ходатайству в деревне Щучье была организована и открыта в 1905 году начальная школа. Занимался сельским хозяйством на наделе площадью 10 десятин и мелочным торговлей. По оценкам современных историков в момент выборов в Думу был политическим воззрениям близок к кадетам.
20 января 1907 года избран выборщиком в Тобольское губернское избирательное собрание от Тюменского уезда. Занимался хлебопашеством и торговлей.
12 февраля 1907 года избран во Государственную думу II созыва от общего состава выборщиков Тобольского губернского избирательного собрания. Вошёл в состав Трудовой группы и фракции Крестьянского союза. Состоял в Комиссии Думы по преобразовании местного суда.
В конце февраля 1907 года выехал из Тюмени в Санкт-Петербург в Думу.
В 1911 году подал прошение о разрешении строительства мукомольной деревянной раструсной мельницы с установкой нефтяного двигателя в деревне Щучьей, на его надельной пахотной земле. На что было получено согласие начальства.
В 1914 году был избран очередным присяжным заседателем, для участия в выездных сессиях Тобольского окружного суда в городе Тюмени. В этом же году баллотировался в гласные Тюменской городской думы, но набрал только 8 голосов.
В марте 1915 года совместно с женой пожертвовал 1 связку каралек, 9 яиц, блины и шаньги в пользу Тюменского Владимирского сиропитательного заведения.[значимость факта?]
Дальнейшая судьба детально неизвестна. По генеалогическим сведениям скончался в 1935 году.

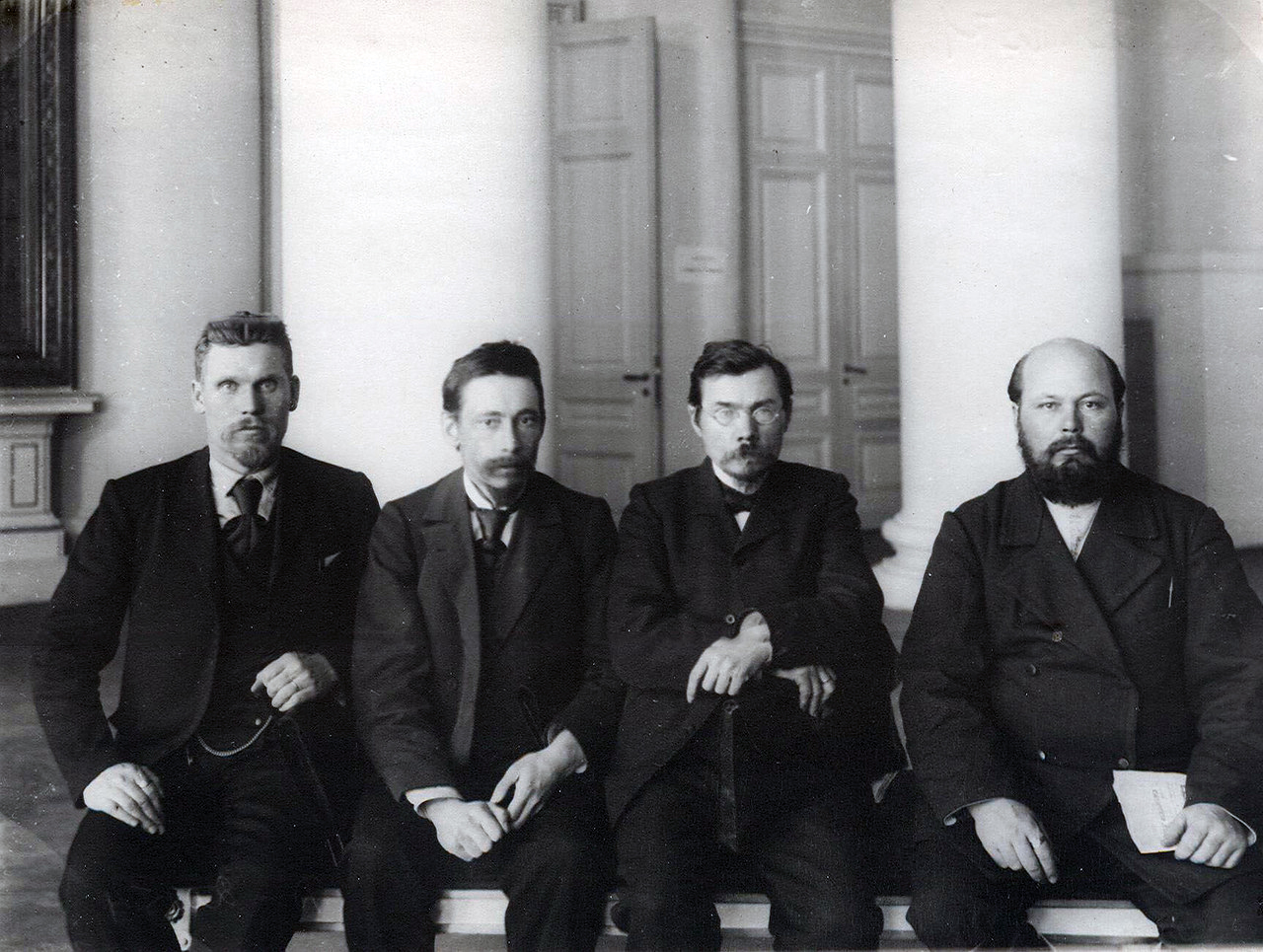
Члены Государственной думы от Тобольской губернии: Ф. И. Байдаков первый справа. 1907
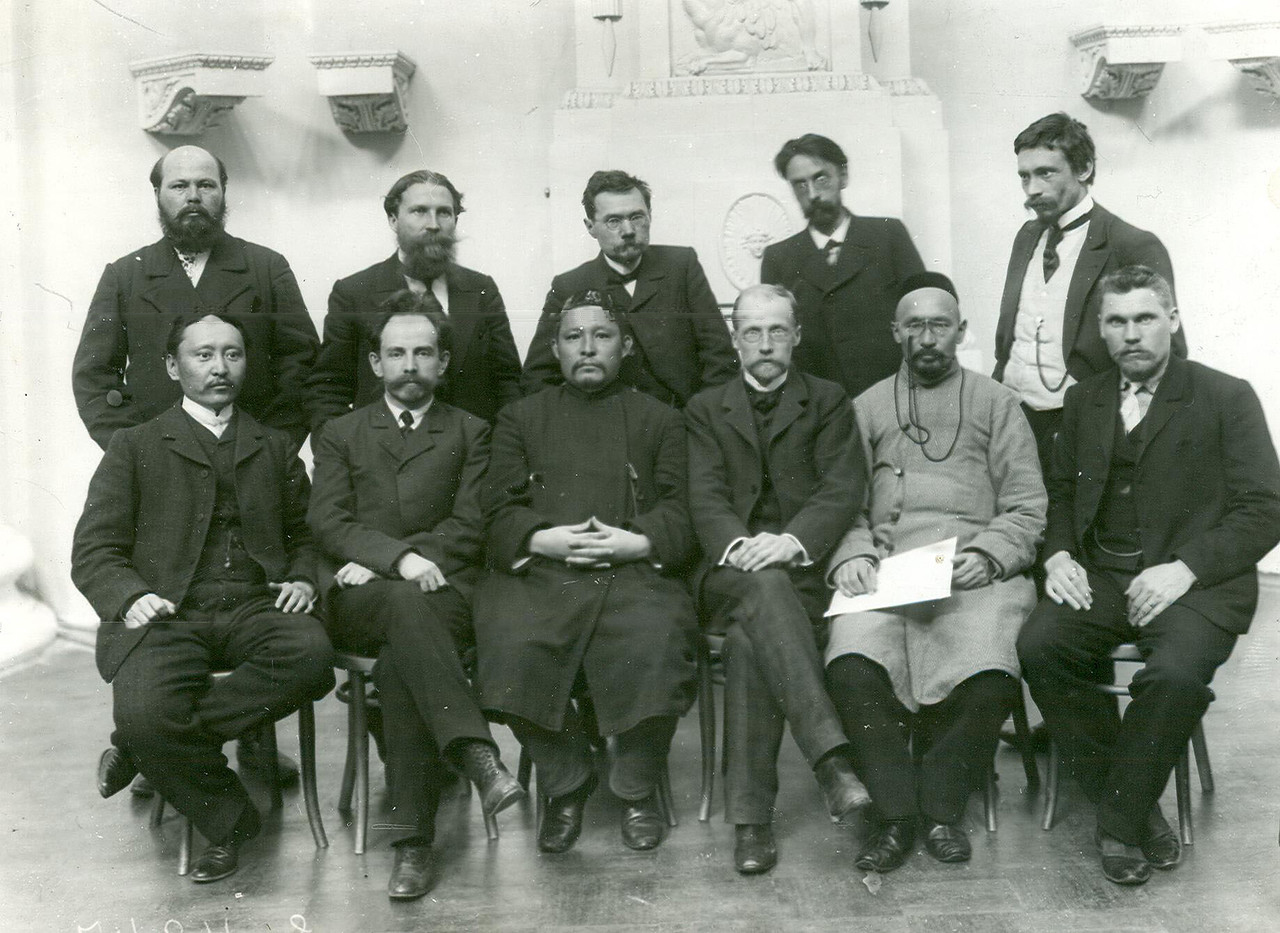
Члены Государственной думы: Ф. И. Байдаков первый во втором ряду. 1907

## Семья
- Жена — Ефросинья Ивановна Байдакова (урождённая ?)[10]
  - Сын — Степан[10]
  - Сын — Михаил (1897—1961)[11]
  - Дочь — Анна[12]
  - Сын — Кузьма[1] (1900—?)[13]
  - Дочь — Ольга[11]

### Рекомендуемые источники
- Родионов И. В. Краткие биографии сибирских депутатов // Сибирские вопросы. — 1907. — 22 апр. (№ 7). — С. 28;
- Родионов Ю. П. Сибирские депутаты во II Государственной думе // По страницам российской истории. — Омск, 1996. — С. 50-57.

### Архивы
- Российский государственный исторический архив. Фонд 1278. Опись 1 (2-й созыв). Дело 26; Дело 610. Лист 18.